# Іполит Бі
Іполит Луї Флоран Бі (фр. Hippolyte Bis; 29 серпня 1789 — 3 березня 1855) — французький драматург і лібретист початку 19 століття. Найбільш відомий завдяки лібрето до опери Джоакіно Россіні «Вільгельм Телль» (прем'єра відбулася в 1829 році), яке він написав разом з Етьєном де Жуї.